# Schlichthauben-Perlhuhn
Das Schlichthauben-Perlhuhn (Guttera plumifera) ist eine Vogelart aus der Familie der Perlhühner. Das scheue, mittelgroße Perlhuhn lebt in den Regenwäldern des westlichen äquatorialen Afrikas.

## Beschreibung
Das Schlichthauben-Perlhuhn zählt mit 45–50 cm Körperlänge zu den mittelgroßen Perlhuhnarten und ist etwa so groß wie ein Fasan. Das Gewicht liegt zwischen 750 und 1000 g. Ein Geschlechtsdimorphismus ist nicht ausgeprägt, Männchen werden aber etwas größer. Die Iris ist braun. Die Beine und Füße sind bläulich grau, von mittlerer Länge und tragen keinen Sporn. Der Schnabel ist bläulich grau.
Adulte Vögel tragen eine charakteristische Haube aus steifen, schwarzen, bis zu 3 cm langen Federn auf dem Scheitel – ein bezeichnendes Merkmal, das die Art höchstens mit dem nahe verwandten Kräuselhauben-Perlhuhn verwechselbar macht. Der übrige Kopf ist bis auf den Nacken unbefiedert und bei der Nominatform graublau. An der Schnabelbasis hängen zwei relativ lange Hautlappen herab. Das Körpergefieder ist schwarz und dicht mit feinen, weißen Punkten bedeckt. Diese sind am unteren Hals am größten. Der kurze, unauffällige Schwanz ist ebenfalls weiß gepunktet. Die Schwingen sind dunkelbraun, die Armschwingen etwas dunkler und tragen unauffällige, weiße Punkte. Die äußeren drei Armschwingen zeigen weiße Außenfahnen, die auf dem geschlossenen Flügel einen Streifen bilden.
Im Jugendkleid sind Kopf und Hals noch von schwarzen Dunen bedeckt. Die Haubenfedern sind kürzer. Oberseite und Flügelfedern sind grau mit schwärzlicher Bänderung. Das Brustgefieder ist schwarzgrau und mit einer feinen weißen Punktierung und Bänderung versehen.

## Verbreitung und Bestand
Die Verbreitung des Schlichthauben-Perlhuhns erstreckt sich im äquatorialen Afrika vom südlichen Kamerun durch Äquatorial-Guinea und Gabun sowie entlang der Loango-Küste in der Republik Kongo südwärts. Ostwärts reicht sie in den Wäldern des Kongobeckens durch den äußersten Süden der Zentralafrikanischen Republik, den Norden der Republik Kongo und den Norden der Demokratischen Republik Kongo. Das Areal reicht in den Westen des Großen Afrikanischen Grabenbruchs und südwärts bis zur Nordspitze des Tanganjikasees.
Die Art scheint innerhalb des Verbreitungsgebietes nirgends häufig zu sein. Die Vorkommen liegen teils zerstreut und beschränken sich auf die Fläche der verbliebenen Primärwälder. Der Bestand wird grob auf 10.000–100.000 Vögel geschätzt, die Art von der IUCN vorrangig wegen ihres großen Verbreitungsgebietes als nicht gefährdet angesehen.

## Geografische Variation
Es werden zwei Unterarten beschrieben, von denen sich G. p. schubotzi durch orangegelbe Hautpartien vor dem Ohr und im Nacken auszeichnet. Im östlichen Teil der Republik Kongo gibt es eine Hybridisierungszone.
- G. p. plumifera (Cassin, 1857) – Kamerun, Äquatorial-Guinea, Gabun und Republik Kongo westlich des 16. östlichen Längengrades
- G. p. schubotzi Reichenow, 1912 – östlicher Teil der Republik Kongo und Demokratische Republik Kongo

## Lebensweise
Das Schlichthauben-Perlhuhn bewohnt dichte und feuchte Regenwälder mit wenig Unterwuchs. Es kommt vorwiegend in Primärwäldern, aber auch in älteren Sukzessionsstadien von Sekundärwäldern vor. Die scheue Art ist bei der Nahrungssuche in Trupps von 20 bis 40 Vögeln im dichten Wald anzutreffen. Lichtungen und Kulturland werden wenn möglich gemieden. Der Aktivitätsgipfel liegt in den Stunden um den Sonnenaufgang, in denen die Trupps großflächig den Waldboden aufscharren, um ihre Nahrung zu finden. Diese besteht aus Sämereien, Früchten, Blättern und einem breiten Spektrum an Wirbellosen. Zur Abenddämmerung werden die Schlafbäume aufgesucht, die täglich gewechselt werden.
Über die Brutbiologie ist wenig bekannt. Vermutlich ist die Art monogam und brütet einmal im Jahr. Die Brutzeit liegt wohl in der feuchteren Jahreszeit. In der Demokratischen Republik Kongo wurden brütende Vögel im März und September festgestellt. Vermutlich brütet die Art aber auch in anderen Monaten. Das Nest ist eine einfache Mulde in der Bodenstreu. Das Gelege besteht aus vermutlich 9–10 beigen Eiern, die durch die Erde des Waldbodens fleckig wirken können.